# Юзвяк, Камиль
Ками́ль Ян Ю́звяк (пол. Kamil Jan Jóźwiak; 22 апреля 1998, Мендзыжеч, Польша) — польский футболист, полузащитник испанского клуба «Гранада» и сборной Польши.

## Клубная карьера
Юзвяк — воспитанник «Леха». Начинал заниматься в Зелёна-Гуре. Пришёл в академию в 13 лет, окончил её в 2016 году. 28 февраля 2016 года дебютировал в польском чемпионате в поединке против «Ягеллонии», выйдя на замену после перерыва вместо Кеббы Сисея. Всего в дебютном чемпионате провёл 10 встреч, забил один мяч — 15 мая в ворота «Руха».
В январе 2017 года Юзвяк был отдан в аренду «ГКС Катовице» на шесть месяцев.
16 сентября 2020 года Юзвяк перешёл в клуб английского Чемпионшипа «Дерби Каунти», подписав четырёхлетний контракт. Свой первый гол за клуб забил 16 декабря 2020 года в матче против «Суонси Сити», завершившемся выигрышем со счётом 2:0.
11 марта 2022 года Юзвяк перешёл в клуб MLS «Шарлотт», подписав контракт по правилу назначенного игрока до конца сезона 2025 с опцией продления на сезон 2026. По сведениям BBC Radio Derby стоимость трансфера составила £2 млн. За «Шарлотт» он дебютировал 20 апреля 2022 года в матче Открытого кубка США против «Гринвилл Трайамф». 1 апреля 2023 года в матче против «Торонто» забил свой первый гол за «Шарлотт».
1 февраля 2024 года Юзвяк перешёл в клуб испанской Ла Лиги «Гранада».

## Международная карьера
За сборную Польши Юзвяк дебютировал 19 ноября 2019 года в матче квалификации чемпионата Европы 2020 против сборной Словении, в котором вышел на замену на 86-й минуте вместо Себастиана Шиманьского. 18 ноября 2020 года в матче Лиги наций УЕФА 2020/21 против сборной Нидерландов забил свой первый гол за сборную Польши. Был включён в состав сборной на чемпионат Европы 2020.

## Достижения
- Обладатель Суперкубка Польши: 2016